# Mlava
Mlava (în sârbă Млава) este un râu din Serbia, afluent de dreapta al Dunării. Acesta are o lungime de 158 km, iar măsurat de la afluentul Žagubičko vrelo, are o lungime de 118 km.

## Origine
Mlava își are izvorul, ca Tisnica, din munții Kučaj-Beljanica din estul Serbiei, de sub vârful Veliki Krš. Curge spre nord și se curbează în jurul versanților estici ai muntelui Beljanica⁠(d), printr-o zonă aproape nelocuită. Ajungând în regiunea Homolje⁠(d), Tisnica are un afluent important de dreapta, izvorul carstic Žagubičko vrelo (izvorul Žagubica), la o altitudine de 320 de metri, iar din acel punct râul este cunoscut sub numele de Mlava.

## Curs superior (regiunea Homolje)
Inițial, Mlava curge spre nord-vest, dar se întoarce spre nord, care este direcția generală pe care o urmează în restul cursului său. Curge pe lângă comuna Jagubița, centrul principal al văii Homolje, și satele Izvarica (unde primește din dreapta afluentul Jošanička reka), Ribare, Sige și Ladne Vode.
În această zonă, Mlava a sculptat un defileu lung, Gornjčako-ribarska klisura (chirilic: Горњачко-рибарска клисура; Defileul Gornjak-Ribare), care începe la Ribare, apoi se lărgește în Krepoljin și se îngustează din nou. După ce a spart capătul defileului în zona satului Ždrelo, lângă mănăstirea Gornjak, Mlava părăsește Homolje și ajunge în regiunea Mlava.

## Curs mediu (regiunea Mlava)
În această zonă, valea Mlavei se lărgește, pe măsură ce râul curge pe lângă satele Šetonje⁠(d), Malo Laole, Veliko Laole⁠(d) și ajunge în orașul Piatra Mlave, centrul regiuni Mlava. Râul continuă spre nord, trece prin satele Kamenovo, Trnovče și Rašanac și pătrunde în regiunea deluroasă Stig.

## Curs inferior (regiunea Stig)

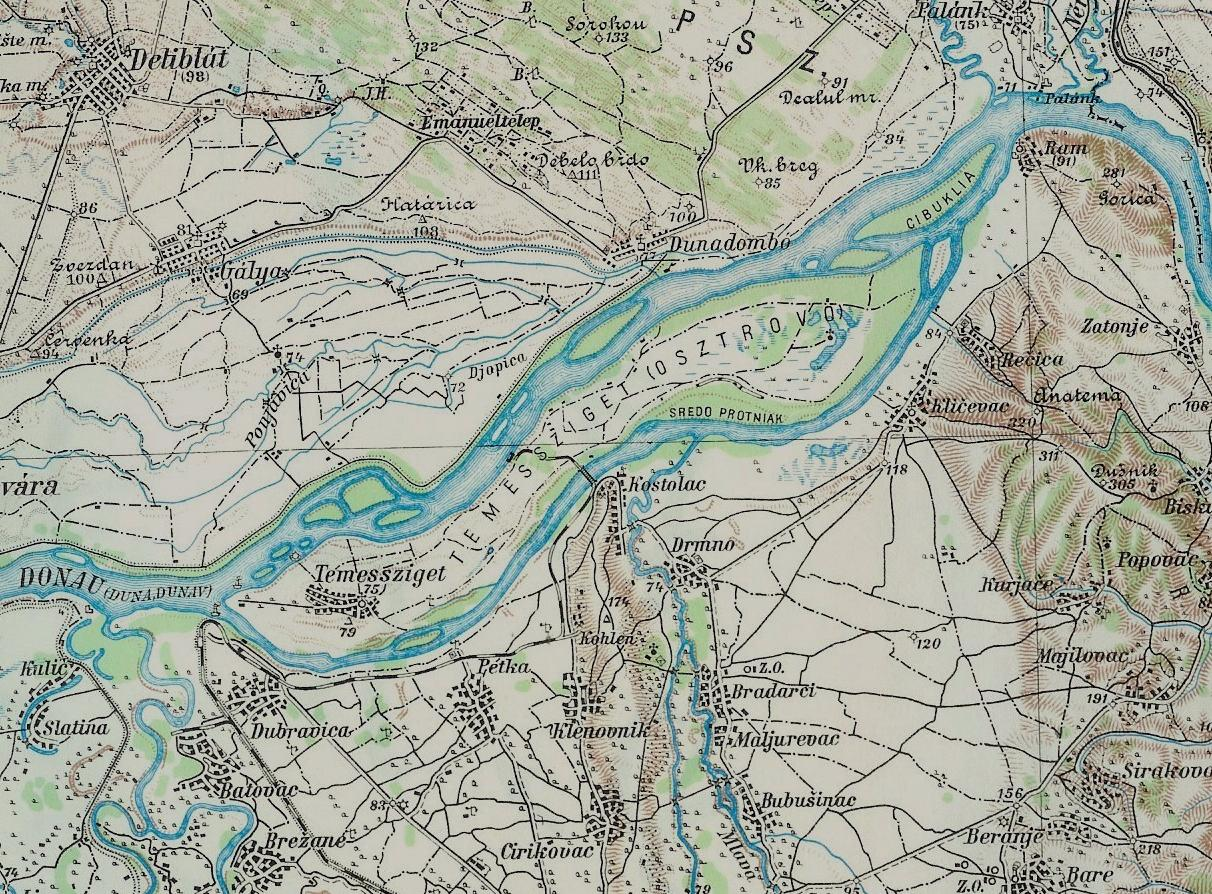
O hartă a lui Ostrvo, cu debitul mai mic al Mlavei

Pe cursul inferior, Mlava este împărțită în mai multe curgeri paralele și provoacă inundații frecvente, de aceea chiar dacă multe așezări sunt situate în apropierea râului, niciuna nu se află pe malul acestuia. Satele din apropierea Mlavei sunt: Veliko Selo⁠(d), Toponica⁠(d), Kalište⁠(d), Malo Crniće⁠(d), Veliko Crniće⁠(d), Salakovac⁠(d), Trnjane, Nabrde, Bubushinac și Bradarac.
În această zonă, se varsă cei mai mari afluenți ai săi: Chokordin (de stânga) și Vitovnica (de dreapta). Câțiva kilometri lângă Pozarevac, albia râului are o lățime de 20–35 m și o adâncime de 1–3 m și formează o vale de tip trog (în formă de U). Un alt trog (jgheab), cunoscut sub numele de Mogila, are o lățime de 10–15 m și o adâncime de 0,5–1 m.
Ultimele două așezări prin care curge Mlava sunt satul Drmno și orașul Kostolac (din comuna Požarevac). În ambele se găsește cărbune și sunt situate în centrul bazinului Kostolac. Mlava nu afectează bazinul hidrografic principal al Dunării, datorită canalului Topla Mlava aflat la o înălțime de 65 de metri. 
În anii ploioși, lățimea albiei Mlavei Sălbatice este de peste 100 m. Unii geografi denumesc acest sistem Mlava Sălbatică, în timp ce Mlava Caldă este considerată ca fiind ultima parte a pârâului Mlava, până când Mlava revine în valea de tip trog „Mlava Rece” (Donja Mogila), la est de Kostolac.

## Mlava Caldă

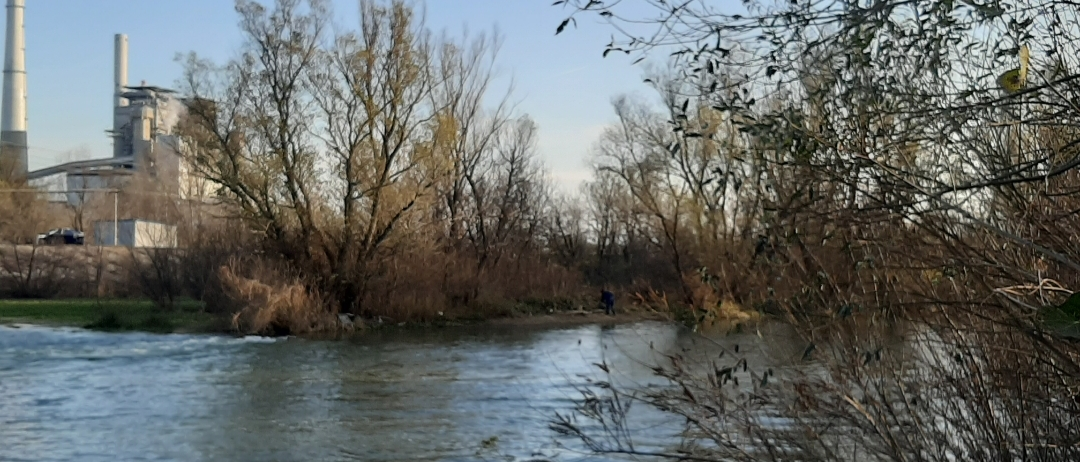
Mlava la Brbor, confluența răului Mlava și lacului TE Kostolac B în Mlava Caldă

Mlava Caldă (Topla Mlava) este un canal care leagă Mlava (Divlju Mlavu, Mlava Sălbatică) cu Dunărea la est de satul Kostolac și la vest de termocentrala Kostolac B. Lungimea sa este de 4,3 km de la Brbor pana la gură, iar de la Podul Galben sau podul Viminacium pana la gura sa este de 6,1 km. Caracteristica sa este apa caldă care iese în bule și de aceea este habitatul mai multor specii de pești (mai ales știuca și crapul). Lățimea albiei Mlavei Sălbatice este de aproximativ 75 de metri, iar adâncimea medie a albiei este de 2-4 metri.

## Caracteristici
Bazinul hidrografic al Mlavei se întinde pe o suprafață de 2.810 km2 și aparține bazinului hidrografic al Mării Negre.
Debitul mediu anual la gura de vărsare este de 34 m³/s.